# Саверці (Житомирський район)
Саверці — село в Україні, в Житомирському районі Житомирської області. Населення становить 751 осіб.

## Географія
Селом протікає річка Кам'янка.
Територія Саверецької сільської Ради розташована у східній центральній частині Попільнянського району Житомирської області і за «Схемою природно-сільськогосподарського розташування України» відноситься до Лісостепової зони. В загальних рисах рельєф території сільської Ради носить плоскорівнинний та слабохвилястий характер з незначними підвищеннями та неглибокими зниженнями.
Клімат району помірно континентальний, досить вологий з тривалим прохолодним літом і м'якою короткою зимою.
Середньорічна багаторічна температура повітря становий 7,2 °C, середня температура найхолоднішого місяця /січня/ мінус 5,7 °C та найтеплішого /липня/ 18,9 °C. Максимальна температура повітря влітку становить 36° тепла, мінімальна в найхолодніші зими мінує 34° С. Середня багаторічна кількість опадів становить 560 мм.
У структурі ґрунтового покриву території сільської Ради переважають опідзолені (сірі та темно-сірі) та чорноземно-лучні ґрунти.
Площа еродованої ріллі становила 469 га. Середньозважена економічна оцінка ріллі за валовою продукцією становила 41 бал.
Загальна площа території Саверецької сільської ради становить 2159,30 га.
На території сільської ради розташовано два населених пункти с. Саверці, с. Піски.
Загальна площа населених пунктів — 327,2 га. В тому числі с. Саверці — 276,1 га, с. Піски — 51,1 га.
Кількість населення на території становить 743 жителів, із них 402 — жінки, 341 — чоловіки.
Домогосподарств — 436.

## Історія
З енциклопедичних джерел можна довідатися, що Саверці відомі з 1585 року. В ті часи селяни зазнавали нещадного гніту з боку як українського панства, так і польського. Багато їх, шукаючи порятунку, тікали в ті віддалені куточки України, які були ще не так заселеними, а отже, туди менше поширювалась влада польської адміністрації.
Можливо, від втікача на прізвище Саверин і пішла назва села. Старожили розповідали, що від їхніх предків дійшли відомості, що нібито якийсь Саверин перший поселився у дуже вигідному місці, на березі ставка. З нього витікав струмочок, впадав у Кам'янку, річку, яка бере початок біля Ярешок Андрушівського району. Місце, яке Саверин облюбував собі, називалося Замокла. Нині воно розташоване на вулиці імені Семенова.
У дореволюційний час село належало поміщиці Ціцилії Веккер. Вона володіла 800 десятинами найкращої землі, тоді як 1088 селян загалом мали 379 десятин.
У поміщиці був розкішний фольварок (це те місце, де нині школа), квітучі сади, буйнотравні луки.
На 1 січня 1900 року в Саверцях було 190 дворів, в яких проживали 528 чоловіків та 560 жінок. Головне заняття — землеробство. Але багато селян ішли на заробітки в південні губернії. А в панському маєтку господарством займалася сама Ціцилія Веккер. Землеробство велося за прогресивною, як на ті часи, трипільною системою.
В книзі Похилевича сказано, що в селі Саверцях у 1900 році нараховувалось 99 господарств та 1412 десятин землі, половина якої належала поміщику Белінському. Після його смерті поміщиком у Саверцях став Веккер, якого в 1918 р вигнали селяни, а старий поміщицький будинок спалили. У новому будинку, де жив Веккер, зараз розміщена загальноосвітня школа І-ІІ ступенів.
В поміщицькому маєтку (де зараз школа) не замовкав рояль, на якому запрошенні з-за кордону вчителі навчали музики, а також грамоти паненят, які потім їхали вчитися у Київ, Петербург, Варшаву.
А селянські діти тим часом навчалися в так званій школі грамоти. Це була проста селянська хата, яка стояла там, де нині починається вулиця Шевченка, понад дорогою на Новоселицю. Вся наука зводилася до вивчення азбуки, лічби та закону Божого. Але і в цій школі не всі діти не хотіли вчитися, більшість ішла в найми. Крім самої пані та попа, ніхто в селі не виписував газет та журналів, не читав книжок, бо їх ніде було взяти, адже бібліотеки в Саверцях не було. Зате сім шинків не закривалися ні вдень ні вночі.
Під час організованого радянською владою Голодомору 1932—1933 років померло щонайменше 223 жителі села.

## Історія школи
У січні 1918 року землю поміщика було розділено між селянами. У червні 1920-року в селі організовано Саверецький ревком на чолі з Плетенецьким А. С.  У 1921 році відкрилася початкова школа, тут працювали вчителі: Терпило М. Ф., Довгінська Л. П., Гаєвський І. І, була також хата-читальня. Для селян читали лекції, проводилась робота з ліквідації неписьменності.
21 серпня 1922 року, в Саверцях була створена комуна «Життя». Члени її, а їх із сім'ями було до сотні чоловік, поселилися в панському маєтку. Сільські ж діти продовжували вчитися в тій старенькій хаті, що й до революції. Там було тісно. А тому було прийнято рішення віддати, під школу панський маєток, де проживали комунари. В березні 1926-го школярі справили новосілля. І розміщується вона в тому колишньому панському фільварку до цього дня.
Першими вчителями були Веніамін Юрійович та Ганна Макарівна Вареницькі.
У 1923—1924 р.р. при початковій школі була створена піонерська організація. Першою піонервожатою була Григорович Г. С.
У березні 1926 року на базі комуни було створено колгосп «Червоний прапор». Всі комунари перейшли працювати в колгосп, а в панському будинку почали навчатися діти. До 1930 року школа була початковою. У 1937 році відбувся перший випуск учнів сьомого класу. Працювали гуртки: драматичний, фізкультурний, співочий, оркестр струнних інструментів.
13 липня 1941 року село окуповано німецькими нацистами. У школі розмістився військовий госпіталь. Солдатів, які помирали від ран, ховали на території саду. При визволенні села від гітлерівських загарбників загинуло 30 радянських воїнів, в тому числі герой Радянського Союзу Семенов Б. С.
На території школи у 1953 році споруджено пам'ятник цим воїнам, а в 1984 — Семенову Б. С.
З 1960-61 р.р. школа стала восьмирічною. Приміщення було невеликим: зате учнів було близько трьохсот. Навчання проводили у дві зміни вчителі: Шахрай І. К., Безпалько В. М., Пінчук В. Ф., Старунська М. Я.
У 1967 році силами місцевого колгоспу було добудовано ще 5 класних кімнат та великий коридор, площа приміщення стала 778 м². Таким чином, школа перейшла на однозмінне навчання. Територія школи охоплює 2,1 га. До послуг школярів діє спортивне містечко: баскетбольна і волейбольні майданчики, футбольне поле, бігові доріжки.
Учні старанно працюють на пришкільній ділянці площею 0,5 га, на клумбах, у фруктовому саду.
У І989-1990 р.р. школа стала дев'ятирічною. 15 педагогів Саверецької загальноосвітньої школи навчають 82 учні.
Доброю традицією в школі стало проведення дня пам'яті загиблих воїнів, спортивних, фольклорних свят, конкурсів, днів відкритих дверей для випускників, відзначення пам'ятних дат.
130 жителів села здобули вищу освіту і працюють у різних куточках країни. За період з 1930 — 2000 р.р. зі стін школи випущено 1500 учнів.
Село Саверці — одне з найкрасивіших сіл Житомирщини. Майже всю теплу пору року потопає у квітах. Всі вулиці заасфальтовані, а село газифіковано. В селі розвинена соціальна сфера — один із найкращих фельдшерсько-акушерських пунктів області, будинок культури, школа та дитячий садок.

## Уродженці села
- Іванчук Микола Петрович (нар. 1934) — український архітектор.
- Луценко Анатолій Федорович (17.02.1925 — 19.10.2002) — поет, вчитель. Відмінник народної освіти. Член Національної спілки письменників України, лауреат Премії Григорія Сковороди та Премії Івана Огієнка[2].